# Oinói (ort i Grekland, Attika)
Oinói (Oinoi) är en ort i Grekland.   Den ligger i prefekturen Nomarchía Dytikís Attikís och regionen Attika, i den sydöstra delen av landet, 30 km nordväst om huvudstaden Aten. Oinói ligger 309 meter över havet och antalet invånare är 382.
Terrängen runt Oinói är huvudsakligen kuperad. Oinói ligger nere i en dal. Runt Oinói är det ganska tätbefolkat, med 60 invånare per kvadratkilometer. Närmaste större samhälle är Asprópyrgos, 19,1 km sydost om Oinói. 